# Mitsusuke Harada
Pour les articles homonymes, voir Harada.
Mitsusuke Harada est né le 16 novembre 1928 en Mandchourie et mort le 26 février 2021.

## Biographie
Il assista en 1943 à l'âge de 15 ans, à une démonstration de karaté mené par Yoshitaka Funakoshi (le fils de Gichin Funakoshi). Il commença par la suite ses premières leçons de karaté jusqu'à la guerre en 1945, pour reprendre en 1948 à l'Université Waseda, sous la férule de Funakoshi père et de ses élèves tel que Shigeru Egami, dont il subira plus tard l'influence.
Harada aurait raté plusieurs fois son passage de shodan mais Gichin Funakoshi lui décerna son grade de godan (5e dan) en 1956.
Travaillant pour la banque de Tokyo, cette dernière l'envoya au Brésil en 1955.
Il organisera, pour le personnel de la banque, une démonstration de karaté.
À la suite de cela, un jeune employé motivé lui demanda de devenir son disciple, allant même jusqu'à lui trouver un dojo de Judo pour qu'ils puissent s'entraîner.
Le nombre d'élèves augmentant considérablement, Harada écrivit à maître Funakoshi, pour lui demander s'il pouvait affilier son école brésilienne à la JKA. Il fut très surpris de la réponse, en effet Gichin Funakoshi lui aurait répondu de fonder une organisation séparée, car la JKA créé en son nom serait devenu en grande partie corrompu.
En 1957, Mitsusuke Harada reçut un télégramme de maître Egami, l'informant de la mort de Gichin Funakoshi.
En 1963, après lui avoir rendu visite au Brésil en 1959, Tsutomu Ohshima invita Harada à Paris pour y enseigner. Mais il dut partir précipitamment de France pour d'obscures raisons. Selon les rumeurs, les causes étaient soit un problème de visa, une dénonciation calomnieuse par deux maîtres de karaté jaloux ou, encore plus farfelu, une altercation avec des CRS lors d'une manifestation.
Il partira pour l'Angleterre sur invitation du judoka Kenshiro Abbe, où il alternera son enseignement avec la Belgique. Il fondera le KDS (Karaté Do Shotokaï).
En 1967, il retournera pour une durée de six mois au Japon, voyage où il garde un souvenir mitigé. Il raconte que s'inquiétant de la direction que prenait le Shotokai, il se serait rendu auprès d'Egami pour connaître son point de vue, mais il fut déçu par les réponses du Maître,
qu'il jugea nébuleuses.
Il enseigna donc de son côté et développa une vision personnelle du karaté, que cette citation résume bien :
« Comme le disait Ô sensei (Funakoshi), il n'y a pas de style en Karaté, c'est comme la philosophie. Chacun a son opinion, qui a raison ? Qui a tort ? Personne ne peut le dire. Chacun doit essayer d'aboutir à un point où il pourra montrer qu'il a créé quelque chose dans sa vie. »

## Décès
Il est mort à l'âge de 92 ans, le 26 février 2021[réf. nécessaire]